# Relacions Laborals
Relacions Laborals és un títol que la facilita la Diplomatura en Relacions Laborals té com a objectiu proporcionar una formació adequada en les bases teòriques i en les tècniques d'organització del treball i de la gestió de personal, així com de l'ordenació jurídica del treball i de la Seguretat Social. És a dir, formar tècnics especialistes en aquest àmbit, el camp d'actuació dels quals es troba en el món del treball, abordat des de dues vessants:
- Una de tipus jurídic, a la qual es pren en consideració tot allò referit a la regulació jurídica de les relacions laborals i de seguretat social; amb matèries con el Dret laboral, el dret sindical i el Dret de la Seguretat Social.
- L'altra vessant es refereix a l'organització i direcció del treball a l'empresa, que pretén capacitar el futur diplomat per a la comprensió de la problemàtica econòmico-empresarial que planteja el món del treball, i en especial en l'àrea d'organització d'empreses, mètodes de treball, així com direcció i gestió personal. Tot i això, ja que en les relacions laborals estan directament implicades les persones, és fonamental per comprendre el comportament de l'individu dins l'organització una preparació en matèria de psicologia del treball i de les relacions laborals.

Juntament a aquestes matèries existeixen altres assignatures imprescindibles per a un millor coneixement dels temes específics de la titulació i que complementen la formació del professional versàtil que exigeix la nostra societat (Economia, Sociologia, Tributació, Institucions de Dret Públic i privat, etc.), i assignatures que pretenen preparar les bases d'una especialització mitjançant l'oferta optatives.
En definitiva, un conjunt d'aprenentatges la finalitat dels quals és la preparació per al desenvolupament de tasques professionals com l'assessorament extern a les empreses en matèria laboral, la integració als departaments de personal de les organitzacions, la defensa en judici laboral d'assumptes d'aquest tipus, així com la incorporació als cossos de gestió de les administracions públiques, preferentment dels que tenen funcions en matèria laboral o de seguretat social.